# میشل کینگ
میشل کینگ (انگلیسی: Michelle King؛ ‏ زادهٔ ۱۹۵۸ میلادی) فیلم‌نامه‌نویس و تهیه‌کننده تلویزیونی اهل ایالات متحده آمریکا بود.
از فیلم‌ها یا مجموعه‌های تلویزیونی که وی در آن‌ها نقش داشته‌است، می‌توان به همسر خوب، کشمکش خوب، مرگ مغزی و شر اشاره نمود.